# Erik Kuoksu
Erik Kuoksu, född 16 september 1978 i Jukkasjärvi, är en svensk (tornedalsk) författare, genealog och redaktör.
Han debuterade 2011 med novellsamlingen Autio och andra berättelser från Torne lappmark. Noveller ur boken har förekommit i Creepypodden, har dramatiserats av Tornedalsteatern och andra teatergrupper. Han gav 2019 ut Konstruktioner, en samling med kortprosa. Sedan 2018 är Erik Kuoksu redaktör för den tornedalska kulturtidskriften Meänmaa.
Erik Kuoksu har sedan 1998 publicerat artiklar och böcker om tornedalsk och samisk släktforskning.